# 549 Єссонда
549 Єссонда (549 Jessonda) — астероїд головного поясу, відкритий 15 листопада 1904 року Максом Вольфом у Гейдельберзі.